# الحركة الشعبية باربودا
الحركة الشعبية باربودا هي حزب سياسي في أنتيغا وباربودا. قائد الحزب هو توماس هيلبرن فرانك. في الانتخابات البرلمانية لعام 2004 حصل الحزب على 400 صوت (1%). لكن الحزب أخفق في الفوز بأي مقعد في البرلمان.